# Você (álbum)
Você (estilizado Você...) é o álbum de estreia da banda Catedral, lançado em LP em 1988 pela gravadora Pioneira Evangélica, sendo a mesmo do baterista Guilherme Morgado..
O álbum foi relançado pela Pioneira Evangélica com o terceiro álbum Catedral III em uma coletânea chamada Série Especial - Você e Catedral III (2 em 1). A banda tinha menos de um ano de formada, e Júlio tinha apenas dezesseis anos.
Em 2019, foi eleito o 98º melhor álbum da década de 1980 em lista publicada pelo portal Super Gospel.

## Faixas
Lado A
1. "Mais Que um Sonho"
2. "A Vinda"
3. "Glória e Louvor"
4. "Viver em Paz"
5. "Criação"

Lado B
1. "Você"
2. "Bendize Ó Minh'alma ao Senhor"
3. "Chame a Deus"
4. "Santa Ceia"

## Ficha técnica
- Kim: Voz
- Júlio Cézar: Baixo
- Cézar Motta: Guitarra base e solo
- Glauco Mozart: Teclado
- Guilherme Morgado: Bateria